# SCImago Journal Rank
SCImago Journal Rank или SJR индикатор е наукометричен показател за влияние на научни списания, който отчита както броя цитирания, получени от списанието, така и престижа и значимостта на списанията, откъдето идват тези цитирания.
SJR индикаторът, вдъхновен от алгоритъма на Google PageRank, е разработен за използване в изключително големи и хетерогенни мрежи от цитирания. Той е количествено независим индикатор и стойностите му подреждат списанията по техния „среден престиж на статия“ и може да се ползва за сравнения на списания в процеса на наукометричното оценяване.
SJR индикаторът предоставя алтернатива на импакт фактора. Средният брой цитирания на документ за двугодишен период (съкратено: "Cites per Doc. (2y)") е друг показател, който измерва научното влияние на средностатическа статия в списанието. Изчислява се по същата формула като импакт фактора.

## Мотивация
Ако се смята, че влиянието на едно списание е свързано с броя препоръчвания под формата на цитирания, които публикуваните в списанието статии получават, то престижът на списанието може да се разбира като комбинация от броя препоръчвания и престижа или влиянието на списанията, в които тези препоръчания са се появили. SJR индикаторът придава различни стойности на различните цитирания в зависимост от влинието на списанията, от които тези цитирания идват. Така цитиранията идващи от силно значими списания ще са по-ценни и следователно ще придават по-голям престиж на списанията, които получават цитирания от тях. Изчисляването на SJR индикаторът е много сходен с наукометричния показател Eigenfactor, като разликата е, че SJR се формира на базата на данните в научната база данни Scopus, а Eigenfactor – на базата на данните в Web of Science.

## Изчисляване
Изчисляването на индикатора SJR се прави по итеративен алгоритъм, който разпределя стойностите на престиж измежду списанията, дотогава докато се получи стабилно състояние на системата. Започва с инициализирането на една и съща мярка за престиж на всички списания и след това, използвайки итеративна процедура, този престиж се преразпределя така, че списанията си придават едно на друго престиж под формата на цитирания. Процесът завършва, когато разликата между стойностите на престиж на всички списания не достигне определен минимален праг. Процесът протича в два етапа: (a) изчисление на престижа на всяко списание: количествено зависим показател, който се отразява на цялостния престиж на сипсанието; и (b) нормализация на тази мярка, за да се получи количествено независим показател на престижа, т.е. SJR индикатора.
|  | Тази страница частично или изцяло представлява превод на страницата SCImago Journal Rank в Уикипедия на английски. Оригиналният текст, както и този превод, са защитени от Лиценза „Криейтив Комънс – Признание – Споделяне на споделеното“, а за съдържание, създадено преди юни 2009 година – от Лиценза за свободна документация на ГНУ. Прегледайте историята на редакциите на оригиналната страница, както и на преводната страница, за да видите списъка на съавторите. ВАЖНО: Този шаблон се отнася единствено до авторските права върху съдържанието на статията. Добавянето му не отменя изискването да се посочват конкретни източници на твърденията, които да бъдат благонадеждни. |